# Guanchezia maguirei
Guanchezia maguirei är en orkidéart som först beskrevs av Charles Schweinfurth, och fick sitt nu gällande namn av Gustavo Adolfo Romero och G.Carnevali. Guanchezia maguirei ingår i släktet Guanchezia och familjen orkidéer. Inga underarter finns listade i Catalogue of Life.